# Gustav Wolff (Ornithologe)
Gustav Wolff (* 12. März 1881 in Wiembeck; † 31. Mai 1965 in Schötmar) war ein deutscher Lehrer und Ornithologe.

## Leben
Wolff wurde als sechstes von sieben Kindern seiner Eltern in Wiembeck bei Lemgo geboren. Seine Mutter betrieb eine kleine Landwirtschaft, sein Vater war Holzhändler, der sein Geld hauptsächlich mit Grubenholz und Bahnschwellen verdiente.
Nach Besuch der Volksschule in Wahmbeckerheide (1887 bis 1895) und Privatunterricht in Bentrup, trat Wolff, beseelt vom Gedanken, selbst Lehrer zu werden, 1895 in die Detmolder Präparandenanstalt ein. Hier wurde er zwei Jahre lang auf das Lehrerseminar vorbereitet. Der dort amtierende spätere Kreisschulrat Heinrich Schwanold entfachte in Wolff die Liebe zur Natur. Im April 1900, nach dem Bestehen der ersten Lehrerprüfung, trat Wolff in Bentorf eine Stelle als Nebenlehrer an. Durch den dort tätigen Hauptlehrer Hermann Schröder (1840–1909) erhielt Wolff erste Anregungen zu vogelkundlichen Beobachtungen und Studien. Ab 1902 unterrichtete Wolff an einer Lemgoer Volksschule.
Im Oktober 1903, nachdem Wolff die zweite Lehrerprüfung bestanden hatte, verlobte er sich mit der Tochter seines Kollegen, der aus Bentorf stammenden Minna Schröder (1877–1959); die Hochzeit fand im Oktober 1905 statt.
Zum 1. November 1905 kehrte Wolff nach Bentrup zurück und übernahm nach dessen Pensionierung das Amt des Hauptlehrers von seinem Schwiegervater: Wolff erhielt eine Dienstwohnung zur freien Nutzung, etwas Ackerland und ein Jahresgehalt von rund 1300 Reichsmark.
1907 wurde dem Ehepaar Wolff ihr Sohn Erich († 1982), 1908 Tochter Hildegart († 1975) geboren. Zum 1. Oktober 1910 zog die Familie nach Schötmar. Wolff trat eine Stelle an der Volksschule am Kirchplatz an. Hier hielt Wolff, zusammen mit sechs Kollegen, während des Ersten Weltkriegs – Wolff war als „dauernd untauglich“ gemustert – für über 1000 Schüler den Schulbetrieb aufrecht. 1921, im Jahr der Verleihung der Stadtrechte an Schötmar, übernahm Wolff die Leitung der Volksschule.
Im selben Jahr wurde Wolff zum Vorsitzenden des 1920 gegründeten „Denkmalbauvereins“, der sich zu diesem Zeitpunkt mit der „Aufstellung eines Denkmals für die gefallenen Helden der Amtsgemeinde“ befasste, gewählt.
Wolff, der schon vor 1933 mit den staatstragenden liberalen Parteien sympathisierte, fühlte sich nach der Machtübergreifung der Nationalsozialisten immer mehr, insbesondere durch die Hitlerjugend, kontrolliert. Zum 1. April 1938 wurde ihm daher sein Antrag auf Entbindung von den Aufgaben des Schulleiters „aus gesundheitlichen Gründen“ gewährt, so dass Wolff an seiner Schule nur noch als einfacher Lehrer unterrichtete.
Nachdem Wolf nach dem Zweiten Weltkrieg aus dem Dienst entlassen worden war, er aber die Wiedereinstellung erstritten hatte, wurde er mit Erreichen des Pensionsalters zum 31. März 1947 in den Ruhestand verabschiedet.
Gustav Wolff starb im Alter von 84 Jahren am 31. Mai 1965 in Schötmar.

## Werk
Die in Bentorf begonnenen Vogelbeobachtungen und -fotografien – bereits 1906 hatte Wolff eine Plattenkamera erstanden – intensivierte er in Schötmar.
1917 gelang Wolff in Bad Salzuflen der erste gesicherte Brutnachweis des Zwergschnäppers im Fürstentum Lippe und mithin für das Gebiet des heutigen Nordrhein-Westfalen, im Schötmarer Schlosspark konnte er im Juni desselben Jahres das erste Foto eines Brutpaars überhaupt machen. Ab den 1920er Jahren veröffentlichte er Aufsätze und Artikel in Kalendern, Zeitungen, Fachzeitschriften und Büchern.
- Am Nest (1922)
- Vögel der Heimat – 66 Naturaufnahmen heimischer Brutvögel nebst kurzer Schilderung ihrer Lebensweise auf Grund eigener Beobachtung (1924, Verlag von Georg Schade, Bad Salzuflen)
- Die lippische Vogelwelt (1925, Kunstdruckerei Dröge, Schötmar)
- Heinrich Schacht der Vogelkundige (1926)
- Vögel am Nest (1928, Verlag J. Neumann, Neudamm)
- Von der Misteldrossel (1950, Artikel)
- Aus der Vogelwelt des unteren Werre-, Bega- und Salzetales (1951, Artikel)
- Aus Schilf und Rohr (1951)
- Vögel des Waldes (1951)
- Die Lippische Vogelwelt im Wandel der Jahre (1952, Artikel)
- Von der Türkentaube (1954, Artikel)
- Das Nachtgespenst (1959)
- Sonderbare Nistplätze (1963, Artikel)[3]

Gustav Wolff verstand es als ernstgenommener Ornithologe sein Wissen volksnah, und damit einem größeren Kreis nahe zu bringen. Zu Hause pflegte und versorgte er kranke Vögel gesund. Weil er seinen Schülern gefangene Spatzen zu zehn Pfennigen abkaufte, erhielt er aus seinem Umfeld den Spitznamen „Spatzen-Gustav“.

### Naturschutz
Ab 1910 nahm Wolff den Aufschwung des Naturschutzgedanken in seinen Wirkungskreis auf. Mithilfe seiner Fotografien begann er in illustrierten Aufsätzen für die Schutzbestrebungen seiner Heimat zu kämpfen, ganz besonders setzte er sich für die Unterschutzstellung des Donoperteichs bei Detmold und des Norderteichs bei Billerbeck ein. Der Donoperteich wurde 1920 als eines der ersten Naturdenkmäler in Lippe geschützt, der Norderteich wurde 1947, auch aufgrund der Vogelliste, die Wolff zusammengestellt hatte, als Naturschutzgebiet ausgewiesen.
Über seine Arbeit hat Wolff mal gesagt: 

„Wer in Deutschland für den Naturschutz tätig ist, kann nur mit geringen Erfolgen, wohl aber auf einen schönen Nachruf rechnen!“

### Sekundärliteratur
- Konrad Glasewald: Vögel des Waldes. Aus dem Tagebuch eines Vogelfreundes. Mit 112 Abbildungen nach Aufnahmen von Gustav Wolff (…). Neumann, Radebeul und Berlin 1951.